# Mether

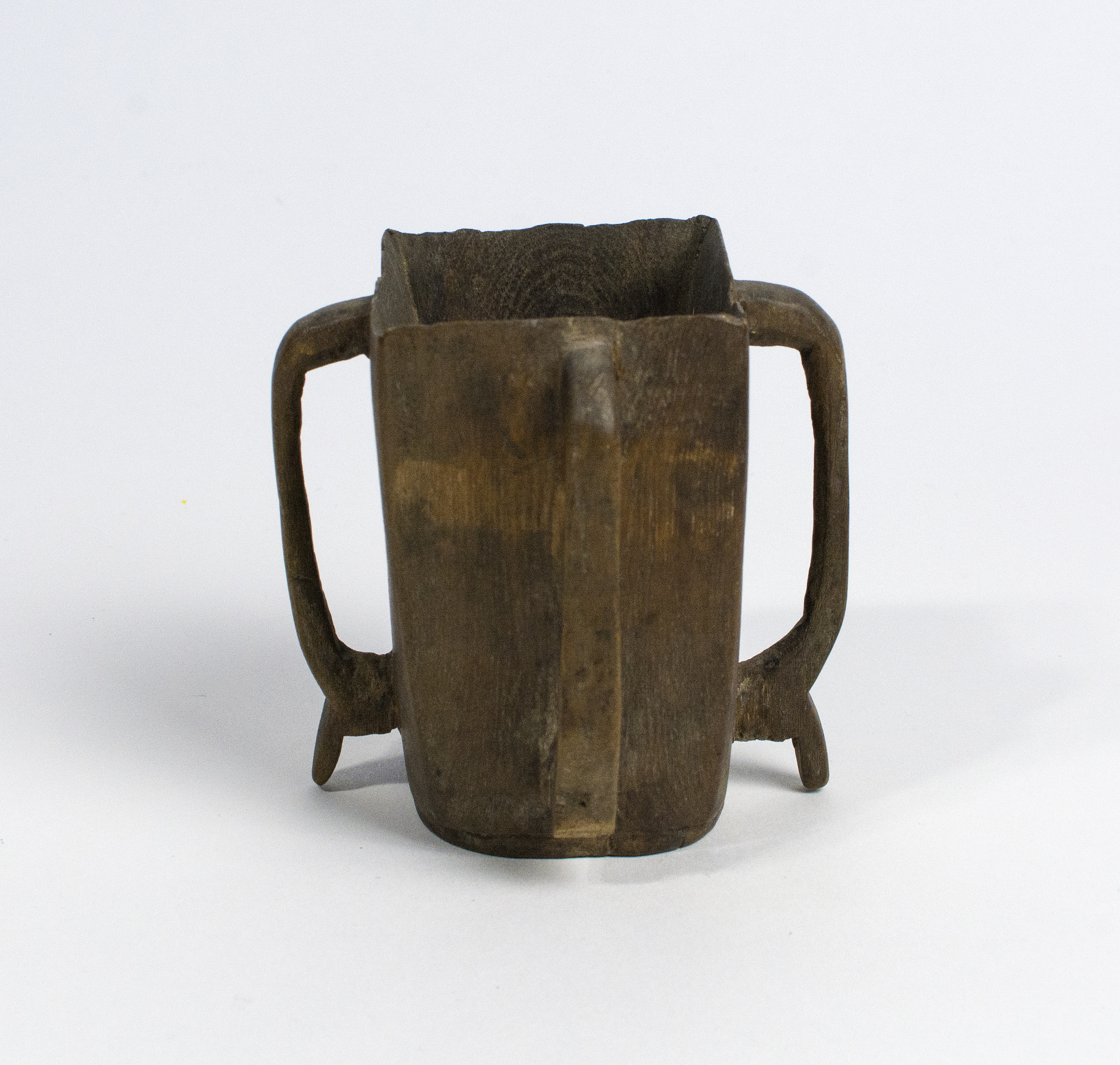
Un mether en bois à quatre poignées.

Un mether (/ˈmɛðər/ ; irlandais : meadar) est un récipient communautaire à boire ou « chope d'amitié » de tradition celtique, principalement utilisé en Irlande, le plus souvent en bois et à l'origine réservé à l'hydromel.

## Description

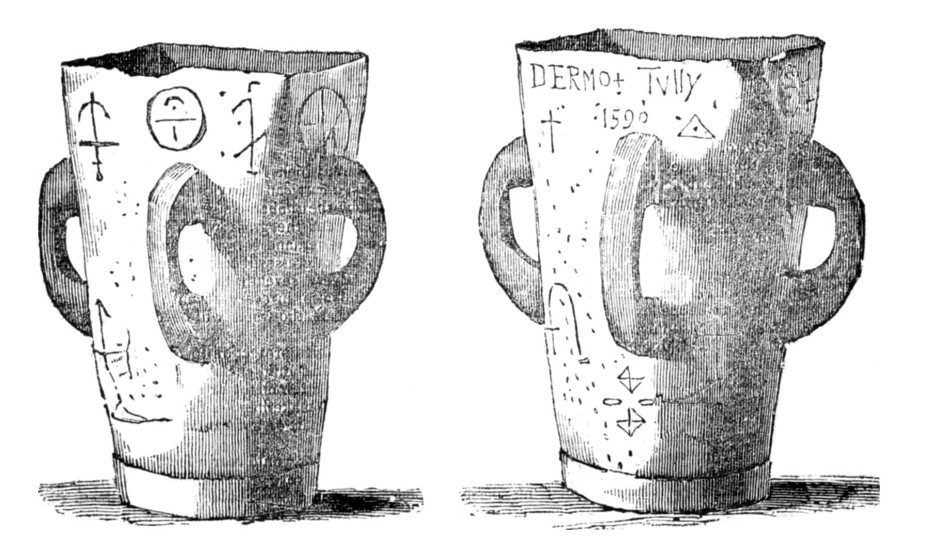
Un mether en bois de pommier, à décor pyrogravé, avec la mention « DERMOT TVLLY 1590 »

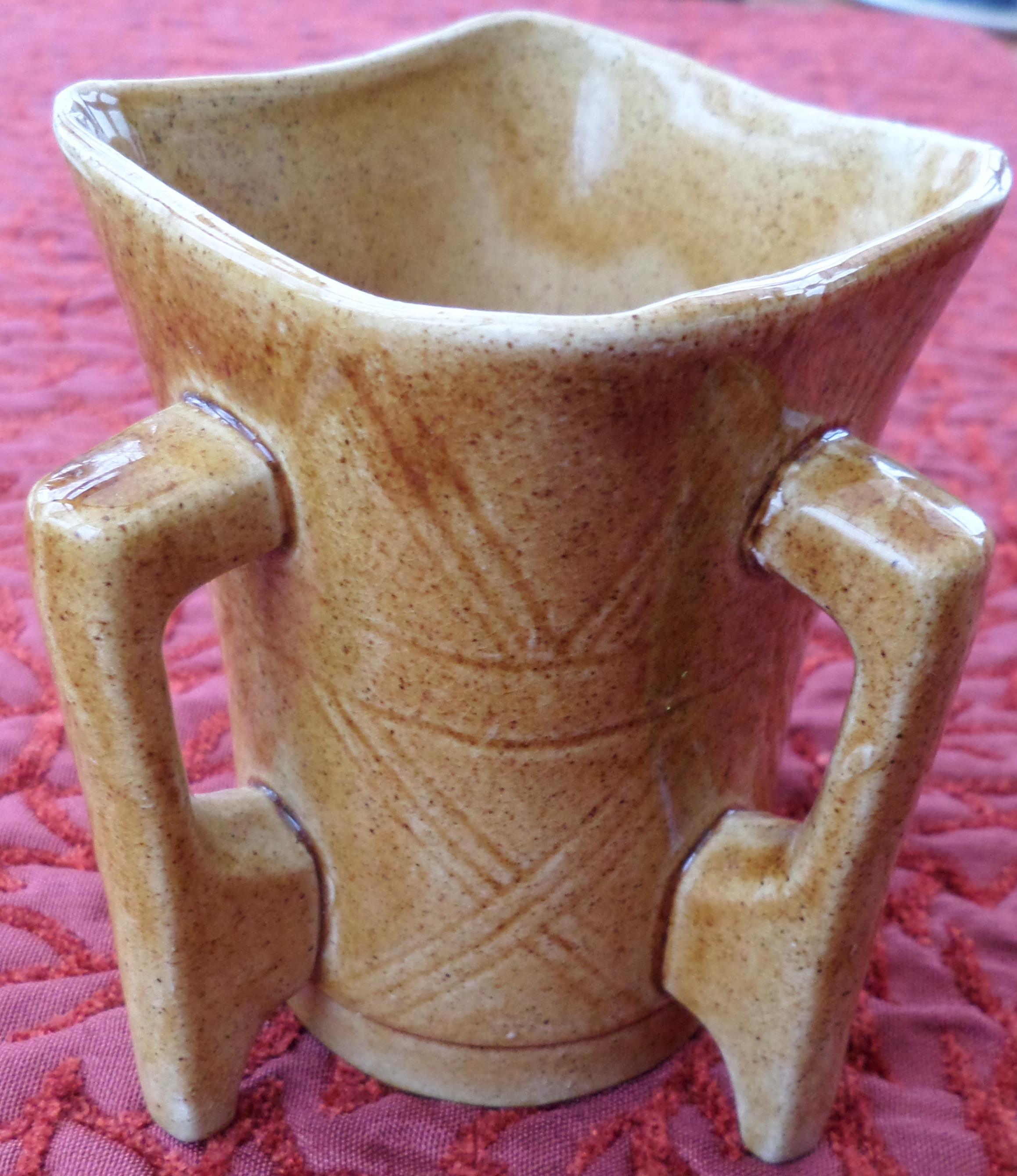
Un mether en céramique à quatre poignées.

Les methers sont le plus souvent fabriqués en bois (aulne, pommier, érable sycomore, alisier) en une seule pièce creusée dans un tronc, avec parfois une ornementation en argent ajoutée ultérieurement ; ils sont de section quadrangulaire à l'embouchure et arrondie au fond, habituellement hauts d'environ huit pouces (26 cm) avec une circonférence extérieure d'un pied (30,5 cm), mais il en existe des plus petits, comme des plus grands, avec une capacité d'une à quatre pintes (environ 0,5 à 2 litres) ; ils sont pourvus de deux, trois ou quatre anses ou poignées, qui se prolongent parfois en pieds à la base du vase,,,. Des methers en céramique et, plus récemment, en argent ont aussi été produits.
Les exemplaires en bois présentent parfois un décor gravé ou pyrogravé, comme le mether en bois de pommier décrit en 1834 qui porte également la mention « DERMOT TVLLY 1590 », qui semble désigner le propriétaire de l'objet.
Le plus ancien exemplaire connu est la coupe de Dunvegan (en), il s'agit d'un récipient en bois du Xe siècle, orné d'argent au XVe siècle. Probablement d'origine irlandaise mais appartenant au clan écossais MacLeod, la coupe de Dunvegan fait partie de la collection d'artefacts du clan au château de Dunvegan.

## Utilisation
Compte tenu de sa dimension habituelle, le mether n'était pas utilisé pour le whisky qui ne se consomme qu'à petites gorgées, mais plutôt pour du vin, de la bière, en particulier de l'ale, et surtout de l'hydromel,.
Le mether se passait main en main, afin que chaque convive y boive à son tour avec modération ; selon Joyce, on buvait par les coins du vase.
Les methers étaient aussi utilisés pour stocker des denrées alimentaires, comme du beurre destiné à payer des redevances ou à être enfoui dans une tourbière.